# デイビッド・マクニール
デイヴィッド・マクニール（David Mcneill） は、アイルランド出身のフリーのジャーナリスト。

## 来歴
アルスター大学でリベラル・アーツの学位を取得。1998年、エジンバラ・ネピア大学で博士号を取得。1995年から1999年、リヴァプール・ジョン・ムーア大学で務める。その後、中国の広東工業大学でも教壇に立つ。2000年から日本に滞在するようになる。拓殖大学、法政大学、東京大学、上智大学で非常勤講師を務め、現在は聖心女子大学英語文化コミュニケーション学科の教授。日本外国特派員協会の報道企画委員会委員長を務める。
新聞記者としてはガヴァン・マコーマックが2002年に創設したジャパン・フォーカスの編集者であり、日本に関するニュースをエコノミスト誌やアイリッシュタイムズに寄稿している。また、慰安婦問題に関する「日本の歴史家たちを支持する声明」に上智大学講師、ジャーナリストの肩書で賛同の署名を行っている。『雨ニモマケズ: 外国人記者が伝えた東日本大震災』の共同著者。

## その他
- 2016年1月、英字新聞の「Number 1 Shimbun」に「In the valley of the trolls（トロールという敵だらけの世界で）」の記事を寄稿[8]。インターネットで誹謗中傷を行う「インターネット・トロル」から日本で最も被害を受けてると述べている[9]。
- 前妻の父親は三里塚闘争北原派のリーダー、北原鉱治である[10]。